# Гигант (дирижабль)
Гига́нт (рус. дореф. Гигантъ) — дирижабль полужесткой конструкции, созданный по проекту инженеров А. М. Кованько и А. И. Шабского. Крупнейший управляемый аэростат, построенный в России. В последующие годы управляемые аэростаты такого объёма не создавались. Наибольший из построенных в Советском Союзе дирижаблей, СССР-В6 (Осоавиахим), имел объём лишь 18500 м³.

## История создания
В 1912 году Военным министерством Российской империи был заказан дирижабль большого объёма по проекту инженеров А. М. Кованько (по другим данным — П. Н. Сыромятникова) и А. И. Шабского. Строительство дирижабля велось на Балтийском заводе.
Несмотря на начавшуюся Первую мировую войну, строительство корабля было успешно завершено, и в феврале 1915 года начались лётные испытания.
Наряду с «Гигантом», на Ижорском заводе было начато строительство ещё более объёмного дирижабля «Воздушный крейсер» по проекту конструктора Б. В. Голубова и инженера Д. С. Сухоржевского. Объём этого судна составлял 33000 м³. Строительство не было завершено.
К началу войны в частях воздушного флота империи имелось 9 дирижаблей преимущественно мягкой системы, объёмом от 2200 до 10000 м³, имелось несколько эллингов.
Для сборки корабля и заправки его водородом военное министерство выделило большой эллинг в Сализи (местечко близ Гатчины под Петроградом).

## Описание
Оболочка дирижабля была изготовлена из шелковой прорезиненной ткани, а каркас, располагавшийся в нижней части оболочки, в нижней её трети — из стальных труб. Три баллонета дирижабля были снабжены вентиляторами системы Сирокко, работавшими от отдельных бензиновых двигателей. Гондола «Гиганта» проходила вдоль всего корпуса дирижабля и была жестко связана с его каркасом. Особенностью конструкции являлось то, что гондола затягивалась тканью и составляла единое целое с оболочкой дирижабля.
По проекту «Гигант» должен был иметь четыре восьмицилиндровых V-образных двигателя с диаметром цилиндра 145 мм и ходом поршня 175 мм. При 1100 об/мин двигатели развивали мощность до 215 л/с. Каждый из двигателей весил 750 кг.
При проектировании А. И. Шабский предусмотрел отдельные двигательные гондолы, что сильно уменьшало лобовое сопротивление. Двигательные гондолы должны были располагаться по бокам дирижабля — по две с каждой стороны.
Электротехническая часть дирижабля была выполнена на исключительно высоком уровне. На «Гиганте» были впервые применены приборы для графической записи тяги винтов.

## Авария

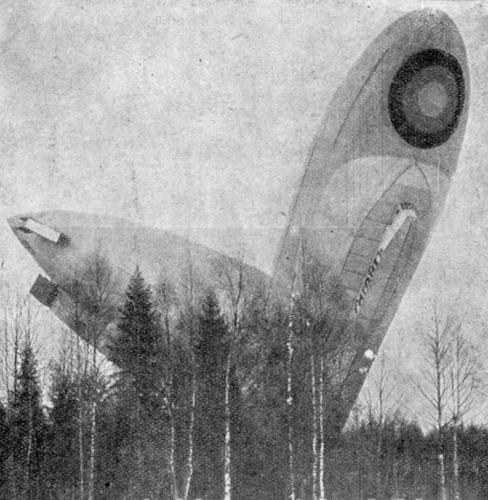
Крушение дирижабля

В связи с началом войны сборка «Гиганта» была поручена военному воздухоплавателю штабс-капитану Л. А. Липпингу. Рассчитав вес отдельных частей дирижабля, Липпинг пришёл к выводу, что максимальная высота полёта окажется низкой. Поэтому было принято решение снять две задние двигательные гондолы, а две передние — передвинуть ближе к главной статической вертикали. Ряд исследователей полагают, что в процессе этих переделок не были учтены изменения изгибающего момента, что впоследствии привело к аварии.
10 февраля 1915 года в районе Гатчины начались лётные испытания «Гиганта». Во время первого полёта, на небольшой высоте дирижабль сильно прогнулся в средней части, вращающийся винт зацепился за один из тросов, поддерживающих моторные гондолы. Это привело к тому, что дирижабль прогнулся в средней части и упал на землю.